# Yves Le Gallo
Pour les articles homonymes, voir Le Gallo.
Yves Le Gallo, né le 27 janvier 1920 à Brest (Finistère), mort le 6 mars 2002 à Brest, est un universitaire français de premier plan.
Professeur d’histoire et géographie, reçu à l'agrégation en 1950, il devient assistant en histoire contemporaine en 1961, puis maître de conférences. Il est, avec ses collègues de classes préparatoires Eugène Bérest et Robert  Gravot, à l’origine de la création de l’enseignement supérieur à Brest (UBO). Il est aussi le fondateur du CRBC.
« Gardien vigilant des valeurs qu’il assignait à l’université, il s’employa aussi à en préserver l’indépendance et à refuser toute soumission aux idées convenues souvent repoussées de façon cinglante. »
Président du Groupe des instituteurs et professeurs laïques bretons, il est aussi membre du mouvement de culture populaire Ar Falz.

## Biographie

### Famille et enfance
Né de parents originaires de la presqu’île de Crozon, an tu all ar mor c’est-à-dire de l’autre côté de la mer (la rade de Brest), Yves Le Gallo passe une enfance essentiellement brestoise dans le quartier Saint-Michel. Sa grand-mère maternelle, illettrée, ne parle que le breton et le garçon doit nécessairement l’apprendre.
Son père est un « vétéran », appartenant aux équipages de la D. P. (Direction des Mouvements du Port de Brest). Le rôle de ces matelots est de manœuvrer des remorqueurs petits mais très puissants pour tirer paquebots et cuirassés à leur entrée ou sortie du port.
Sa mère, plus jeune, fait des ménages ou travaille dans un débit-épicerie de l’ancienne Grand-Rue.
Ses parents parlent un breton médiocre et un français approximatif cousu de bretonnismes et de locutions maritimes. Une partie de la famille (sa marraine et ses cousins), bretonnante et pauvre, vit  du côté de Gourin, dans une ferme des Montagnes Noires où Yves se confronte à un breton différent par le vocabulaire et la prononciation, marqué d’influences vannetaises.
« J’ai vécu ainsi dans un monde linguistique assez complexe et j’étais, en somme, d’une double nature : de la ville française et francophone ; de la campagne bretonne et bretonnante. ».

### Formation
Le fils du « vétéran » va connaître une promotion assez inouïe pour l’époque. Yves Le Gallo le raconte lui-même :
« Ma mère avait le culte de l’instruction. Je l’ai entendue sans cesse exalter an deskadurez. Elle avait subi l’humiliation de la pauvreté, voire la misère initiale : elle comptait donc sur moi pour faire éclater sa revanche.
C’était l’époque où, sur le littoral bas-breton, la Marine, nourricière et tutélaire, entretenait une religion de l’ambition, de l’effort, de la réussite : il fallait s’élever, monter, grimper comme le gabier dans les enfléchures, et surtout, dépasser.
J’étais bon fils, fils unique au surplus. Je fis donc de mon mieux et même mieux que cela. »
Yves Le Gallo va donc commencer sa scolarité à l’école communale de la Place Sanquer. Après de brillantes études à l’ancien Collège Prince de Joinville de Brest, un lycée difficile aux mœurs rudes, il est élève de Lettres Supérieures à Rennes, puis s’oriente vers l’université.
Un de ses professeurs d’anglais du lycée est Louis Némo, plus connu comme maître à penser de la revue Gwalarn sous le pseudonyme de Roparz Hemon.
À Rennes, il fera la connaissance de Pierre Hélias, alors « maître d’études ».

### Carrière[17]
À 24 ans, Yves Le Gallo demande une délégation rectorale et enseigne l’histoire et la géographie au collège de Fougères, puis à Vannes et Alger. Dans le même temps, il prépare l’agrégation qu’il obtiendra en 1950 (jury présidé par Fernand Braudel).
Il est alors nommé dans sa ville natale, au lycée en baraques de l’Harteloire, responsable de la classe de Lettres supérieures.
En 1961, il devient assistant en histoire contemporaine.
En 1968, Brest se voit enfin reconnaître le droit à une université de plein exercice. La même année, Yves Le Gallo publie sa thèse de 3e cycle.
Devenu maître de conférences, il peut concrétiser un projet élaboré naguère avec Pierre Trépos, la création du Centre de recherche bretonne et celtique (CRBC) dont il est élu directeur, le 29 septembre 1969.
L'acte fondateur du CRBC est l'acquisition par Yves Le Gallo en 1968 de la bibliothèque d'un érudit du Cap Sizun, Daniel Bernard.
1987 : Il met un terme à sa carrière de professeur d’histoire et civilisation de la Bretagne.

## Yves Le Gallo, promoteur de l’enseignement supérieur à Brest
Jugeant insuffisante la seule classe de Lettres supérieures du lycée de l’Harteloire, en égard au dynamisme scolaire du Finistère, il élabore un projet d’enseignement supérieur à Brest. Il ambitionne pour sa ville, alors « réduite à l’état de grande plate-forme nue, stupide et tragique », le rôle de capitale régionale de la Basse-Bretagne.
Soutenu par quelques collègues — Robert Gravot, Edmond Soufflet, Eugène Bérest notamment  —, Le Gallo gagne la municipalité de Brest à son ambition et, grâce à l’active sympathie de René Pléven, il obtiendra le soutien décisif du CELIB (Comité d’études et de liaison des intérêts bretons). Deux collèges universitaires (scientifique, le CSU, et littéraire, le CLU) seront ainsi créés à Brest en 1959 et 1960.
Les deux collèges fonctionneront dans des baraques hâtivement installées près de l'Hôtel de ville encore en travaux, et ce, jusqu'à 1969 et la mise en service du nouveau campus du Bouguen.
L'université de Brest (UBO) est mise en place par arrêté ministériel le 27 mars 1969.

## Hommages
La Bibliothèque du CRBC de Brest porte son nom ainsi qu’une rue et une place à Crozon.

## Liste de ses publications[24]

### Directeur de publication
- Le Finistère de la Préhistoire à nos jours... Bordessoules Saint-Jean-d'Angély 1991
- Histoire de Brest  Privat Toulouse 1976 avec André Guilcher (1913-1993)
- Histoire littéraire et culturelle de la Bretagne Coop Breizh Spézet 1997 avec Jean Balcou
- Finistère... Éd. de la Cité Brest 1972
- Histoire littéraire et culturelle de la Bretagne, 3 volumes, Slatkine Paris - Genève 1987

avec Jean Balcou, Léon Fleuriot (1923-1987), Donatien Laurent, Louis Le Guillou (1929-2009), Auguste-Pierre Segalen (1909-1991).

### Auteur du texte
- Brest et sa bourgeoisie sous la Monarchie de Juillet, études sur la marine et l'officier de marine, 2 volumes, Presses universitaires de France  Paris 1968[25]
- Clergé, religion et société en Basse-Bretagne de la fin de l'Ancien Régime à 1840, 2 volumes, Éd. ouvrières Paris 1991
- Bretagne Éd. "Le Télégramme" Brest 2002
- Bretagne Arthaud Paris 1977

### Préfacier
- Bibliographie de la presse française politique et d'information générale Bibliothèque nationale Paris 1973
- Les architectes et l'idée bretonne 1904-1945 Société d'histoire et d'archéologie de Bretagne. - Archives modernes d'architecture de Bretagne Rennes. - Saint-Brieuc 1995
- La vertu de l'exemple parents et enfants Ar Skol Vrezoneg. - Emgleo Breiz Brest 1996

### Contributeur
- Études sur Édouard et Tristan Corbière, Centre de recherche bretonne et celtique Brest 1976
- Locronan et sa région, Nouvelle librairie de France, Paris, 1979

### Éditeur scientifique
- Contenu dans : Histoire littéraire et culturelle de la Bretagne L'invasion profane. - [1]

Éditeur scientifique : Jean Balcou, Louis Le Guillou (1929-2009) Coop Breizh Spézet 1997

### Autre
- La Basse-Bretagne, étude de géographie humaine Slatkine Genève. - Paris 1980
- Luttes politiques et sociales à Douarnenez 1890-1925  Ville de Douarnenez 1975